# Grand Prix automobile du Brésil 2016
GP précédent GP suivant
Le Grand Prix automobile du Brésil 2016 (Formula 1 Grande Prêmio do Brasil 2016), disputé le 6 novembre 2016 sur le Circuit d'Interlagos, est la 955e épreuve du championnat du monde de Formule 1 courue depuis 1950. Il s'agit de la quarante quatrième édition du Grand Prix du Brésil comptant pour le championnat du monde de Formule 1, la trente-cinquième courue sur l'Autodrome José Carlos Pace et de la vingtième manche du championnat 2016.
Dominateur des trois phases des qualifications, Lewis Hamilton réalise la soixantième pole position de sa carrière, sa onzième de la saison, et offre un nouveau record à Mercedes Grand Prix : dix-neuf départ en tête en une saison, grâce à la Mercedes AMG F1 W07 Hybrid. Il bat d'un dixième de seconde son coéquipier Nico Rosberg qui peut remporter son premier titre mondial s'il gagne la course. Le plus rapide derrière les Flèches d'Argent est Kimi Räikkönen, qui partage la deuxième ligne avec Max Verstappen alors que Sebastian Vettel devance Daniel Ricciardo en troisième ligne. En quatrième ligne, avec le septième temps, Romain Grosjean égale son meilleur résultat en qualification pour Haas F1 Team.
Ni une pluie continuelle, ni plusieurs sorties de la voiture de sécurité et les redémarrages en piste les ayant suivies, ni deux longues interruptions au drapeau rouge d'une course qui a duré plus de trois heures n'empêchent Lewis Hamilton de mener de bout en bout les soixante-et-onze tours de l'avant-dernier Grand Prix de la saison. Il remporte sa première victoire au Brésil, la cinquante-deuxième de sa carrière (qui fait de lui le dauphin de Michael Schumacher au palmarès des vainqueurs de Grands prix), sa neuvième cette saison (égalant le total de Nico Rosberg) et la dix-huitième de Mercedes Grand Prix qui améliore son record sur une année. Dépassé au trente-deuxième tour par Max Verstappen, Nico Rosberg profite des errements stratégiques de Red Bull Racing pour compléter un nouveau doublé des Flèches d'Argent. Il concède sept points à son coéquipier et rival avant d'aborder l'épreuve finale d'Abou Dabi avec douze points d'avance. Sur une piste totalement détrempée, où les accidents se multiplient (notamment pour Romain Grosjean dès le tour de mise en grille ou Kimi Raïkkönen dans la ligne droite au dix-neuvième tour), Max Verstappen réalise une performance remarquable en se montrant particulièrement créatif dans le choix de ses trajectoires : repoussé au quatorzième rang après un cinquième arrêt au cinquante-cinquième tour pour corriger une erreur (il repasse les pneus « maxi pluie » dix tours après avoir chaussé des gommes intermédiaires inadaptées), il dépasse un à un onze pilotes dans les seize dernières boucles pour monter sur le podium. Il devient le plus jeune pilote de l'histoire à réaliser un meilleur tour en course. De son côté, Sergio Pérez résiste jusqu'au bout à Sebastian Vettel pour conserver la quatrième place. Tous les pilotes classés dans les points se tiennent en quarante-quatre secondes ; dans des conditions de visibilité extrêmement difficiles, Carlos Sainz Jr. termine sixième devant Nico Hülkenberg et Daniel Ricciardo. Felipe Nasr, en finissant neuvième devant Fernando Alonso, marque les premiers points de Sauber. Douzième à l'arrivée, Esteban Ocon, à plusieurs reprises en mesure de marquer ses premiers points et huitième à onze tours de l'arrivée, a évité de justesse Kimi Räikkönen quand il a tapé le muret dans la ligne droite. 
Rosberg (367 points) conserve douze points d'avance sur Hamilton (355 points). Il lui suffit de finir devant son coéquipier à Abou Dabi pour remporter son premier titre mondial ; une deuxième ou une troisième place lui suffiront si Hamilton remporte la dernière course de la saison. Ricciardo termine définitivement troisième avec 246 points et 49 points d'avance sur Vettel (197 points), sous la menace de Verstappen, désormais cinquième rang avec 192 points. Suivent Räikkönen (178 points), Pérez (97 points), Valtteri Bottas (85 points), Hülkenberg (66 points) et Alonso (53 points). Déjà champion, Mercedes porte son total à 722 points tandis que Red Bull Racing (422 points) termine deuxième du championnat des constructeurs devant la Scuderia Ferrari, troisième avec 375 points ; suivent Force India (163 points), Williams (136 points), McLaren (75 points), Scuderia Toro Rosso (63 points), Haas (29 points), Renault (8 points), Sauber (2 points) et Manor (1 point).

## Contexte avant le Grand Prix

### Situation du championnat du monde

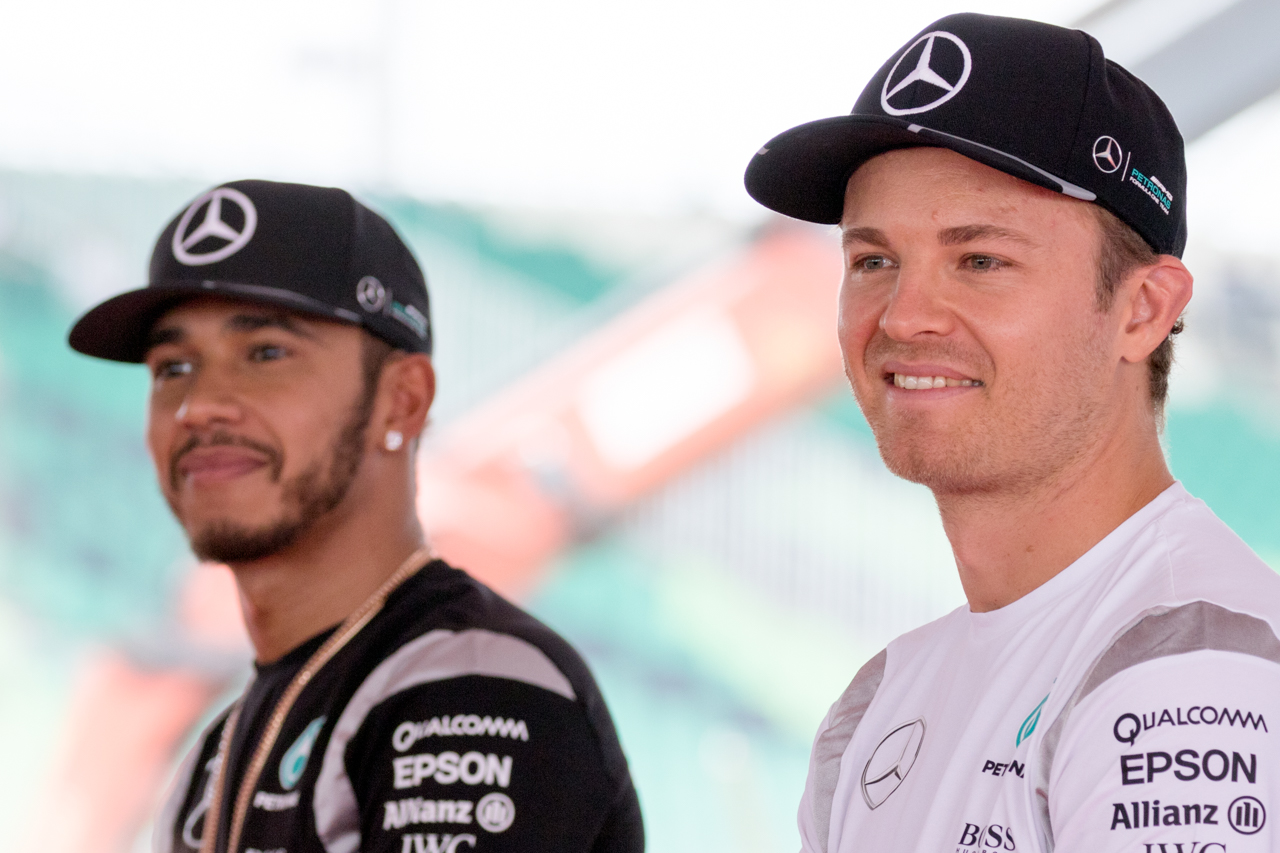
Lewis Hamilton et Nico Rosberg, les deux candidats au titre mondial.

Avec dix-neuf points d'avance sur Lewis Hamilton, Nico Rosberg est en mesure de remporter son premier titre mondial s'il gagne la course, quel que soit le résultat de son coéquipier. 
Il peut aussi être sacré au Brésil s'il se classe :
- deuxième et qu'Hamilton ne fait pas mieux que quatrième ;
- troisième et qu'Hamilton ne fait pas mieux que sixième ;
- quatrième et qu'Hamilton ne fait pas mieux que huitième ;
- cinquième et qu'Hamilton ne fait pas mieux que neuvième ;
- sixième et qu'Hamilton ne fait pas mieux que dixième[1],[2],[3].

### Pneus disponibles
| Pneus pour piste sèche | Pneus pour piste sèche | Pneus pour piste sèche | Pneus pluie    | Pneus pluie |
| ---------------------- | ---------------------- | ---------------------- | -------------- | ----------- |
| Tendres                | Mediums                | Durs                   | Intermédiaires | Pluie       |

Les pilotes ont l'autorisation de choisir leurs pneus pour cette saison ; ils choisissent un à deux trains de pneus durs, trois à cinq trains de pneus mediums et sept à neuf trains de pneus tendres. La stratégie la plus utilisée est d'un train de pneus durs, de quatre trains de pneus mediums et de huit trains de pneus tendres, choix adopté par les deux candidats au titre, Nico Rosberg et Lewis Hamilton, pilotes Mercedes, ainsi que les pilotes Renault, les pilotes Toro Rosso, les pilotes McLaren et les pilotes Manor.

### Avenir du Grand Prix du Brésil
En juin 2016, l'argentier de la Formule 1, Bernie Ecclestone, déclare que le Grand Prix automobile du Brésil risque de disparaître très prochainement pour des raisons financières, ce qui fait réagir les promoteurs du Grand Prix qui disent que « l'avenir du Grand Prix est assuré jusqu'en 2020. »,. Fin septembre, la Fédération internationale de l'automobile (FIA) dévoile le calendrier de la saison 2017 de Formule 1, avec un Grand Prix du Brésil, « sujet à confirmation ». En marge du Grand Prix de 2016, Ecclestone maintient la pression sur les promoteurs, en pointant du doigt la mauvaise situation économique du Brésil, qui a beaucoup dépensé pour l'organisation de la Coupe du monde de football de 2014 et des Jeux olympiques d'été de 2016, et en critiquant les travaux entrepris sur le circuit, estimant qu'ils auraient dû être réalisés il y a quatre ans. Malgré ces critiques, le promoteur du Grand Prix du Brésil, Tamas Rohonyi, répète qu'il n'y a aucun problème et qu'il le circuit a un contrat ferme avec la Formula One Management jusqu'en 2020. Ces déclarations contradictoires laissent donc le flou sur l'avenir du Grand Prix pour les prochaines années, mais également sur l'avenir de la Formule 1 brésilienne, avec l'incertitude d'avoir un pilote brésilien en 2017.

### Transferts et prolongations de pilotes

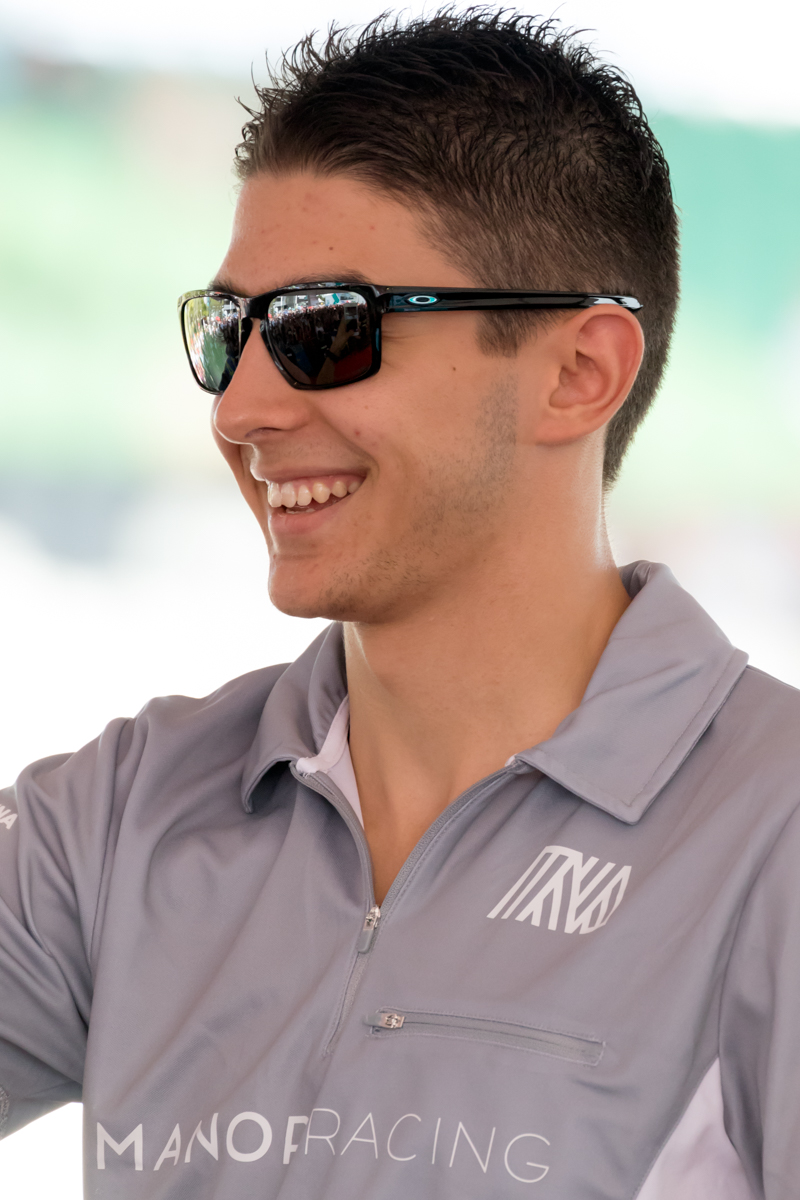
Esteban Ocon signe chez Force India pour la saison 2017.

#### Prolongation de Jolyon Palmer chez Renault
Plusieurs annonces sont attendues durant le weekend, alors que les discussions entre différents pilotes et différentes écuries s'intensifient. Le mercredi, Renault annonce la prolongation du contrat de Jolyon Palmer, aux côtés de Nico Hülkenberg déjà titularisé depuis quelques semaines. Le Britannique est ainsi récompensé pour sa progression sur les dernières courses où il a progressivement pris l'avantage sur son coéquipier. Jérôme Stoll, le président de Renault Sport déclare : « Il nous a démontré sa faim de grandir en parallèle de l’écurie et nous avons été impressionnés par ses performances de plus en plus fortes sur la piste au cours de la saison ». Il laisse Kevin Magnussen sans volant et déclare que « C'était sa décision. Il a eu une offre mais pas suffisamment bonne pour qu'il la saisisse ».

#### Transfert d'Esteban Ocon chez Force India
Le poste libéré par Hülkenberg chez Force India devient le plus attractif depuis plusieurs semaines. Les dirigeants de l'équipe indienne retenaient notamment quatre noms : Felipe Nasr, Jolyon Palmer, Pascal Wehrlein et Esteban Ocon, ces trois derniers ayant déjà testé une Force India (en 2014 pour Palmer, en 2015 pour Wehrlein et Ocon). 
Depuis plusieurs jours, de nombreux médias annoncent l'arrivée du Français Esteban Ocon, jeune pilote Mercedes. Le jeudi, l'équipe officialise son arrivée,. Si le Français, considéré comme un « talent d'exception », se déclare ravi de cette annonce, Pascal Wehrlein, son coéquipier chez Manor Racing et jeune pilote Mercedes également, se montre très déçu de cette annonce et veut « demander des comptes à Force India » pour savoir pourquoi Ocon lui a été préféré. Un mois plus tard, il révèle que c'est à cause des essais faits avec l'équipe en 2015 qu'Ocon a été choisi, car « Esteban [Ocon] s'est mieux intégré dans l'équipe » tandis que les ingénieurs de Force India n'étaient pas contents des tests de Wehrlein et de son attitude.

#### Transfert de Kevin Magnussen chez Haas
Le vendredi matin, le pilote mexicain Esteban Gutiérrez annonce, via les réseaux sociaux, son départ de Haas F1 Team. En discussion depuis plusieurs semaines avec Haas, Kevin Magnussen, en partance de chez Renault, signe un contrat avec l'équipe américaine le vendredi après-midi et sera le nouveau coéquipier de Romain Grosjean pour la saison 2017,. 
Il ne reste que quatre volants libres, deux chez Sauber et deux chez Manor Racing.

### Dernier Grand Prix du Brésil de Felipe Massa?
Le pilote brésilien Felipe Massa, ayant annoncé à sa retraite de la Formule 1 il y a quelques semaines, dispute son dernier Grand Prix du Brésil, chez lui, devant son public, dans sa ville natale, après être arrivé en Formule 1 il y a quatorze ans et demi, ayant notamment été sacré vice-champion du monde en 2008. Pour ce Grand Prix, il porte une combinaison et un casque spéciaux, aux couleurs du drapeau du Brésil. Martini, partenaire-titre de son écurie Williams, modifie la livrée de sa Williams FW38 : le nom Martini sur le côté de la voiture est remplacé par le nom de Massa, alors que sur l'aileron arrière, Martini est remplacé par Obrigado (« Merci » en portugais). Toutefois, en janvier 2017, Williams annonce son retour en Formule 1 pour la saison 2017. Il garde cependant le châssis que lui avait offert Williams en l'occasion.

### Imbroglio entre Toto Wolff et Red Bull
Peu avant le Grand Prix du Brésil, Toto Wolff, directeur exécutif de Mercedes Grand Prix appelle Jos Verstappen, le père de Max Verstappen, pour demander à son fils de se « calmer et de ne pas interférer dans la lutte pour le titre » entre ses deux pilotes Nico Rosberg et Lewis Hamilton,. 
Offusqués par le fait de voir leur homologue appeler le père d'un de leurs pilotes pour lui dire comment piloter, Helmut Marko et Christian Horner, les dirigeants de Red Bull Racing, se montrent assez virulents envers Wolff : « Ça devient franchement absurde. Si Monsieur Wolff a quelque chose à nous dire, il devrait contacter les personnes de chez Red Bull et non le père de Max. Nous faisons notre propre course. [...] Je suis vraiment surpris par cette attitude. Appeler le père d’un pilote pour le manipuler n’est absolument pas correct ». 
Wolff répond ensuite sur Sky Sports F1, qu'il avait appelé Verstappen pour avoir un beau final entre Rosberg et Hamilton et pour éviter une controverse si jamais Verstappen accidentait l'un des deux pilotes, faussant ainsi la lutte pour le titre.

## Essais libres

### Première séance, le vendredi de 10 h à 11 h 30
| Pos. | Pilote           | Voiture              | Chrono         | Écart     |
| ---- | ---------------- | -------------------- | -------------- | --------- |
| 1    | Lewis Hamilton   | Mercedes             | 1 min 11 s 895 |           |
| 2    | Max Verstappen   | Red Bull-TAG Heuer   | 1 min 11 s 991 | + 0 s 096 |
| 3    | Nico Rosberg     | Mercedes             | 1 min 12 s 125 | + 0 s 230 |
| 4    | Daniel Ricciardo | Red Bull-TAG Heuer   | 1 min 12 s 371 | + 0 s 476 |
| 5    | Valtteri Bottas  | Williams-Mercedes    | 1 min 13 s 129 | + 1 s 234 |
| 6    | Sergio Pérez     | Force India-Mercedes | 1 min 13 s 289 | + 1 s 394 |

Alors que la pluie est prévue pour le weekend à São Paulo, la première séance d'essais libres se déroule sous un grand soleil et sur une piste sèche. Jolyon Palmer est le premier à sortir des stands, avec sa Renault R.S.16 équipée du halo, équipement spécial pour protéger la tête du pilote en cas de débris, qui a la possibilité d'arriver à partir de 2018. Avec de nombreux capteurs au niveau de l'aileron arrière, la Mercedes AMG F1 W07 Hybrid de Lewis Hamilton, dont le casque est aux couleurs du Brésil, signe une première référence chronométrique significative. Les pilotes découvrent progressivement la piste et sont assez peu nombreux lors du premier tiers de la séance avec une hiérarchie très provisoire : les Mercedes devancent les Williams. Le pilote de réserve Sergey Sirotkin, remplaçant Kevin Magnussen pour la séance, se montre dans les temps de son équipier Jolyon Palmer. Toutefois, le pilote russe rentre au ralenti dans la voie des stands après un problème mécanique,,.
Les pilotes Mercedes continuent leurs tests en travaillant sur leurs ailerons et en essayant différents kits aérodynamiques. Pendant ce temps, les Red Bull s'intercalent entre les Williams, alors que les Ferrari semblent en difficulté avec Sebastian Vettel, qui peine à équilibrer sa voiture, avec un blocage de roue et une perte du train avant de sa voiture. À mi-séance, Hamilton mène devant Nico Rosberg pour 30 millièmes de seconde, Valtteri Bottas, Max Verstappen, Daniel Ricciardo, Felipe Massa, les deux Ferrari et les deux McLaren. Les Force India se montrent pour l'instant en retrait, alors que Sauber se montre dans les temps de Haas, et que Renault et Manor sont dans les dernières positions. Alors que la séance de Sirotkin semble compromise à cause d'un problème de pression d'essence, le Russe parvient à reprendre la piste pour la dernière demi-heure,,.
En pneus tendres, c'est d'abord Bottas qui signe le meilleur temps, devant les Mercedes qui étaient en pneus médiums, mais est vite battu par Verstappen, plus rapide d'une seconde. Daniil Kvyat, lui, doit rentrer aux stands à cause d'une crevaison au pneu arrière droit, suivi de près par les ingénieurs Toro Rosso et Pirelli. Hamilton reprend le meilleur temps pour un dixième de seconde, alors que Kimi Räikkönen peste à la radio parce qu'il n'aura pas le temps de terminer son programme pour cette matinée d'essais. En fin de séance, son coéquipier Vettel se fait remarquer par un tête-à-queue, alors que Romain Grosjean fait part des problèmes de sa Haas VF-16 à son équipe : « J’ai besoin d’aide, je suis perdu. La voiture fait n’importe quoi au freinage, c’est comme si toute l’adhérence avait disparu. »,,.
Finalement, Lewis Hamilton termine la séance en tête devant Verstappen, Rosberg, Ricciardo, Bottas, Pérez, Hülkenberg, Massa, Vettel et Räikkönen, ces deux derniers n'ayant pas roulé avec les pneus les plus tendres. En dehors du top 10, les Toro Rosso devancent les McLaren, les Haas, les Sauber, les Manor et les Renault,,.
- Charles Leclerc, pilote-essayeur chez Haas F1 Team, remplace Esteban Gutiérrez lors de cette séance d'essais.
- Sergey Sirotkin, pilote-essayeur chez Renault F1 Team, remplace Kevin Magnussen lors de cette séance d'essais.

### Deuxième séance, le vendredi de 14 h à 15 h 30
| Pos. | Pilote           | Voiture            | Chrono         | Écart     |
| ---- | ---------------- | ------------------ | -------------- | --------- |
| 1    | Lewis Hamilton   | Mercedes           | 1 min 12 s 271 |           |
| 2    | Nico Rosberg     | Mercedes           | 1 min 12 s 301 | + 0 s 030 |
| 3    | Valtteri Bottas  | Williams-Mercedes  | 1 min 12 s 761 | + 0 s 490 |
| 4    | Felipe Massa     | Williams-Mercedes  | 1 min 12 s 789 | + 0 s 518 |
| 5    | Daniel Ricciardo | Red Bull-TAG Heuer | 1 min 12 s 828 | + 0 s 557 |
| 6    | Max Verstappen   | Red Bull-TAG Heuer | 1 min 12 s 928 | + 0 s 657 |

### Troisième séance, le samedi de 11 h à 12 h
| Pos. | Pilote           | Voiture            | Chrono         | Écart     |
| ---- | ---------------- | ------------------ | -------------- | --------- |
| 1    | Nico Rosberg     | Mercedes           | 1 min 11 s 740 |           |
| 2    | Lewis Hamilton   | Mercedes           | 1 min 11 s 833 | + 0 s 093 |
| 3    | Sebastian Vettel | Ferrari            | 1 min 11 s 959 | + 0 s 219 |
| 4    | Kimi Räikkönen   | Ferrari            | 1 min 12 s 027 | + 0 s 287 |
| 5    | Max Verstappen   | Red Bull-TAG Heuer | 1 min 12 s 077 | + 0 s 337 |
| 6    | Daniel Ricciardo | Red Bull-TAG Heuer | 1 min 12 s 287 | + 0 s 547 |

## Séance de qualifications

### Résultats des qualifications
| Pos.                                                                                      | Pilote            | Écurie               | Qualifications 1 | Qualifications 2 | Qualifications 3 |
| ----------------------------------------------------------------------------------------- | ----------------- | -------------------- | ---------------- | ---------------- | ---------------- |
| 1                                                                                         | Lewis Hamilton    | Mercedes             | 1 min 11 s 511   | 1 min 11 s 238   | 1 min 10 s 736   |
| 2                                                                                         | Nico Rosberg      | Mercedes             | 1 min 11 s 815   | 1 min 11 s 373   | 1 min 10 s 838   |
| 3                                                                                         | Kimi Räikkönen    | Ferrari              | 1 min 12 s 100   | 1 min 12 s 301   | 1 min 11 s 404   |
| 4                                                                                         | Max Verstappen    | Red Bull-TAG Heuer   | 1 min 11 s 957   | 1 min 11 s 834   | 1 min 11 s 485   |
| 5                                                                                         | Sebastian Vettel  | Ferrari              | 1 min 12 s 159   | 1 min 12 s 010   | 1 min 11 s 495   |
| 6                                                                                         | Daniel Ricciardo  | Red Bull-TAG Heuer   | 1 min 12 s 409   | 1 min 12 s 047   | 1 min 11 s 540   |
| 7                                                                                         | Romain Grosjean   | Haas-Ferrari         | 1 min 12 s 893   | 1 min 12 s 343   | 1 min 11 s 937   |
| 8                                                                                         | Nico Hülkenberg   | Force India-Mercedes | 1 min 12 s 428   | 1 min 12 s 360   | 1 min 12 s 104   |
| 9                                                                                         | Sergio Pérez      | Force India-Mercedes | 1 min 12 s 684   | 1 min 12 s 331   | 1 min 12 s 165   |
| 10                                                                                        | Fernando Alonso   | McLaren-Honda        | 1 min 12 s 700   | 1 min 12 s 312   | 1 min 12 s 266   |
| 11                                                                                        | Valtteri Bottas   | Williams-Mercedes    | 1 min 12 s 680   | 1 min 12 s 420   |                  |
| 12                                                                                        | Esteban Gutiérrez | Haas-Ferrari         | 1 min 13 s 052   | 1 min 12 s 431   |                  |
| 13                                                                                        | Felipe Massa      | Williams-Mercedes    | 1 min 12 s 432   | 1 min 12 s 521   |                  |
| 14                                                                                        | Daniil Kvyat      | Toro Rosso-Ferrari   | 1 min 13 s 071   | 1 min 12 s 726   |                  |
| 15                                                                                        | Carlos Sainz Jr.  | Toro Rosso-Ferrari   | 1 min 12 s 950   | 1 min 12 s 920   |                  |
| 16                                                                                        | Jolyon Palmer     | Renault              | 1 min 13 s 259   | 1 min 13 s 258   |                  |
| 17                                                                                        | Jenson Button     | McLaren-Honda        | 1 min 13 s 276   |                  |                  |
| 18                                                                                        | Kevin Magnussen   | Renault              | 1 min 13 s 410   |                  |                  |
| 19                                                                                        | Pascal Wehrlein   | Manor-Mercedes       | 1 min 13 s 427   |                  |                  |
| 20                                                                                        | Esteban Ocon      | Manor-Mercedes       | 1 min 13 s 432   |                  |                  |
| 21                                                                                        | Marcus Ericsson   | Sauber-Ferrari       | 1 min 13 s 623   |                  |                  |
| 22                                                                                        | Felipe Nasr       | Sauber-Ferrari       | 1 min 13 s 681   |                  |                  |
| Temps minimal à réaliser pour la qualification : 1 min 16 s 517 (107 % de 1 min 11 s 511) |                   |                      |                  |                  |                  |

### Grille de départ du Grand Prix
- Esteban Ocon, auteur du vingtième temps, est pénalisé d'un recul de trois places pour avoir gêné Jolyon Palmer dans un tour rapide lors de la phase Q1 ; il s'élance de la dernière place de la grille de départ[38].

## Course

### Classement de la course
| Pos. | no | Pilote            | Écurie               | Tours | Temps/Abandon                           | Grille | Points |
| ---- | -- | ----------------- | -------------------- | ----- | --------------------------------------- | ------ | ------ |
| 1    | 44 | Lewis Hamilton    | Mercedes             | 71    | 3 h 01 min 01 s 335 (90,305 km/h)       | 1      | 25     |
| 2    | 6  | Nico Rosberg      | Mercedes             | 71    | + 11 s 455                              | 2      | 18     |
| 3    | 33 | Max Verstappen    | Red Bull-TAG Heuer   | 71    | + 21 s 481                              | 4      | 15     |
| 4    | 11 | Sergio Pérez      | Force India-Mercedes | 71    | + 25 s 346                              | 9      | 12     |
| 5    | 5  | Sebastian Vettel  | Ferrari              | 71    | + 26 s 334                              | 5      | 10     |
| 6    | 55 | Carlos Sainz Jr.  | Toro Rosso-Ferrari   | 71    | + 29 s 160                              | 15     | 8      |
| 7    | 27 | Nico Hülkenberg   | Force India-Mercedes | 71    | + 29 s 827                              | 8      | 6      |
| 8    | 3  | Daniel Ricciardo  | Red Bull-TAG Heuer   | 71    | + 30 s 486 (5 secondes de pénalité)     | 6      | 4      |
| 9    | 12 | Felipe Nasr       | Sauber-Ferrari       | 71    | + 42 s 620                              | 21     | 2      |
| 10   | 14 | Fernando Alonso   | McLaren-Honda        | 71    | + 44 s 432                              | 10     | 1      |
| 11   | 77 | Valtteri Bottas   | Williams-Mercedes    | 71    | + 45 s 292                              | 11     |        |
| 12   | 31 | Esteban Ocon      | Manor-Mercedes       | 71    | + 45 s 809                              | 22     |        |
| 13   | 26 | Daniil Kvyat      | Toro Rosso-Ferrari   | 71    | + 51 s 192                              | 14     |        |
| 14   | 20 | Kevin Magnussen   | Renault              | 71    | + 51 s 555                              | 18     |        |
| 15   | 94 | Pascal Wehrlein   | Manor-Mercedes       | 71    | + 1 min 0 s 498                         | 19     |        |
| 16   | 22 | Jenson Button     | McLaren-Honda        | 71    | + 1 min 21 s 994                        | 17     |        |
| Abd. | 21 | Esteban Gutiérrez | Haas-Ferrari         | 60    | Électronique                            | 12     |        |
| Abd. | 19 | Felipe Massa      | Williams-Mercedes    | 46    | Accident (et 5 secondes de pénalité)    | 13     |        |
| Abd. | 30 | Jolyon Palmer     | Renault              | 20    | Accrochage                              | 16     |        |
| Abd. | 7  | Kimi Räikkönen    | Ferrari              | 19    | Accident                                | 3      |        |
| Abd. | 9  | Marcus Ericsson   | Sauber-Ferrari       | 12    | Accident                                | 20     |        |
| Np.  | 8  | Romain Grosjean   | Haas-Ferrari         |       | Accident lors du tour de mise en grille | 7      |        |

- Daniel Ricciardo est pénalisé de 5 secondes pour être entré dans la pitlane alors que celle-ci venait d'être fermée. Il observe cette pénalité lors d'un arrêt ultérieur au stand[39].
- Felipe Massa est pénalisé de 5 secondes pour avoir dépassé devant la ligne de la voiture de sécurité. Cette pénalité n'a aucune incidence dans la mesure où il est victime d'un accident au quarante-sixième tour[39].

### Pole position et record du tour
- Pole position :  Lewis Hamilton (Mercedes) en 1 min 10 s 736 (219,300 km/h)[40].
- Meilleur tour en course :  Max Verstappen (Red Bull-TAG Heuer) en 1 min 25 s 305 (181,846 km/h) au soixante-septième tour[41].

### Tours en tête
- Lewis Hamilton : 71 tours  (1-71)[42]

## Classements généraux à l'issue de la course
| Pos. | Pilote            | Écurie               | Points |
| ---- | ----------------- | -------------------- | ------ |
| 1er  | Nico Rosberg      | Mercedes             | 367    |
| 2    | Lewis Hamilton    | Mercedes             | 355    |
| 3    | Daniel Ricciardo  | Red Bull-TAG Heuer   | 246    |
| 4    | Sebastian Vettel  | Ferrari              | 197    |
| 5    | Max Verstappen    | Red Bull-TAG Heuer   | 192    |
| 6    | Kimi Räikkönen    | Ferrari              | 178    |
| 7    | Sergio Pérez      | Force India-Mercedes | 97     |
| 8    | Valtteri Bottas   | Williams-Mercedes    | 85     |
| 9    | Nico Hülkenberg   | Force India-Mercedes | 66     |
| 10   | Fernando Alonso   | McLaren-Honda        | 53     |
| 11   | Felipe Massa      | Williams-Mercedes    | 51     |
| 12   | Carlos Sainz Jr.  | Toro Rosso-Ferrari   | 46     |
| 13   | Romain Grosjean   | Haas-Ferrari         | 29     |
| 14   | Daniil Kvyat      | Toro Rosso-Ferrari   | 25     |
| 15   | Jenson Button     | McLaren-Honda        | 21     |
| 16   | Kevin Magnussen   | Renault              | 7      |
| 17   | Felipe Nasr       | Sauber-Ferrari       | 2      |
| 18   | Jolyon Palmer     | Renault              | 1      |
| 19   | Pascal Wehrlein   | Manor-Mercedes       | 1      |
| 20   | Stoffel Vandoorne | McLaren-Honda        | 1      |

| Pos.     | Écurie               | Points |
| -------- | -------------------- | ------ |
| Champion | Mercedes             | 722    |
| 2        | Red Bull-TAG Heuer   | 446    |
| 3        | Ferrari              | 375    |
| 4        | Force India-Mercedes | 163    |
| 5        | Williams-Mercedes    | 136    |
| 6        | McLaren-Honda        | 75     |
| 7        | Toro Rosso-Ferrari   | 63     |
| 8        | Haas-Ferrari         | 29     |
| 9        | Renault              | 8      |
| 10       | Sauber-Ferrari       | 2      |
| 11       | Manor-Mercedes       | 1      |

## Statistiques
Le Grand Prix du Brésil 2016 représente :
- la 60e pole position de Lewis Hamilton[45] ;
- la 52e victoire de Lewis Hamilton, désormais seul au deuxième rang des vainqueurs de Grands Prix devant Alain Prost[46],[47] ;
- la 63e victoire de Mercedes en tant que constructeur[48] ;
- la 149e victoire de Mercedes en tant que motoriste[49] ;
- le 35e doublé de Mercedes en tant que constructeur[50] ;
- la 19e pole position de la saison pour Mercedes ce qui constitue un nouveau record[51] ;
- la 18e victoire de la saison pour Mercedes qui améliore son record[52] ;
- le 1er meilleur tour en course de Max Verstappen[53] ;
- le 800e départ en Grand Prix comptant pour le championnat du monde d'une McLaren[54],[55].

Au cours de ce Grand Prix :
- En s'imposant pour la première fois à Interlagos, Lewis Hamilton a désormais gagné sur vingt-quatre pistes différentes et améliore son précédent record absolu[56] ;
- Max Verstappen devient, à 19 ans, 1 mois et 14 jours, le plus jeune pilote de l'histoire de la Formule 1 à réaliser un meilleur tour (battant le record de Nico Rosberg au Grand Prix de Bahreïn en 2006 à 20 ans, 8 mois et 13 jours)
- Max Verstappen est élu « Pilote du jour » lors d'un vote organisé sur le site officiel de la Formule 1[57] ;
- Lewis Hamilton passe la barre des 2200 points inscrits en Formule 1 (2222 points)[58] ;
- Mika Salo (110 Grands Prix entre 1994 et 2002 (33 points et 2 podiums), vainqueur du championnat American Le Mans Series GT2 en 2007, vainqueur des 24 Heures du Mans GT2 en 2008 et 2009 et vainqueur des 12 Heures de Bathurst en 2014) est nommé, par la FIA, assistant pour ce Grand Prix pour aider dans leurs jugements le groupe des commissaires de course[59].